# Grienwiesen und Wernauer Baggerseen
Das Gebiet Grienwiesen und Wernauer Baggerseen ist ein mit Verordnung vom 20. November 2007 des Regierungspräsidiums Stuttgart ausgewiesenes Europäisches Vogelschutzgebiet (Schutzgebietskennung DE-7322-401) im baden-württembergischen Landkreis Esslingen in Deutschland.

## Lage
Die insgesamt rund 69 Hektar (ha) großen drei Teilgebiete des Vogelschutzgebiets „Grienwiesen und Wernauer Baggerseen“ liegen entlang des Neckars, zwischen Wernau im Norden und Unterensingen im Süden. Sie verteilen sich auf die zwei Städte Wendlingen am Neckar (11,88 ha = 17,31 %) und Wernau (25,05 ha = 36,52 %) sowie die zwei Gemeinden Köngen (7,92 ha = 11,54 %) und Unterensingen (23,74 ha = 34,61 %).

## Beschreibung
Beschrieben wird das Schutzgebiet „Grienwiesen und Wernauer Baggerseen“ als „ehemalige Kiesgruben am stark regulierten Flusslauf des Neckars mit Verlandungszonen in verschiedenen Stadien, Röhrichten, zahlreichen Tümpeln, Feuchtwiesen, Brachflächen, Schafweiden und Auwaldrelikten“.

### Bedeutung
Das Vogelschutzgebiet „Grienwiesen und Wernauer Baggerseen“ ist ein Rastgebiet nationaler Bedeutung, sowie eines der bedeutendsten Brutgebiete für Kleines Sumpfhuhn, Knäkente, Krickente, Drosselrohrsänger und Zwergdommel in Baden-Württemberg.

### Lebensraumklassen
|                                                                 |                                                                 |  |      |      |
| Laubwald                                                        | Laubwald                                                        |  | 13 % | 13 % |
| Mischwald                                                       | Mischwald                                                       |  | 7 %  | 7 %  |
| Binnengewässer, stehend und fließend                            | Binnengewässer, stehend und fließend                            |  | 40 % | 40 % |
| Trockengelegtes Grünland                                        | Trockengelegtes Grünland                                        |  | 7 %  | 7 %  |
| Heide, Steppe, Trockenrasen                                     | Heide, Steppe, Trockenrasen                                     |  | 31 % | 31 % |
| Anderes Ackerland                                               | Anderes Ackerland                                               |  | 1 %  | 1 %  |
| Sonstiges (Städte, Straßen, Deponien, Gruben, Industriegebiete) | Sonstiges (Städte, Straßen, Deponien, Gruben, Industriegebiete) |  | 1 %  | 1 %  |
|                                                                 |                                                                 |  |      |      |

## Schutzzweck
Die gebietsbezogenen Erhaltungsziele sind je nach Art unterschiedlich beschrieben:

### Brutvögel
Brutvogelarten, die im Anhang I der Vogelschutzrichtlinie aufgelistet und für die in ganz Europa besondere Maßnahmen anzuwenden sind. In diese Kategorie fallen in Baden-Württemberg insgesamt 39, im Schutzgebiet „Grienwiesen und Wernauer Baggerseen“ neun Arten.

#### Eisvogel(Alcedo atthis)

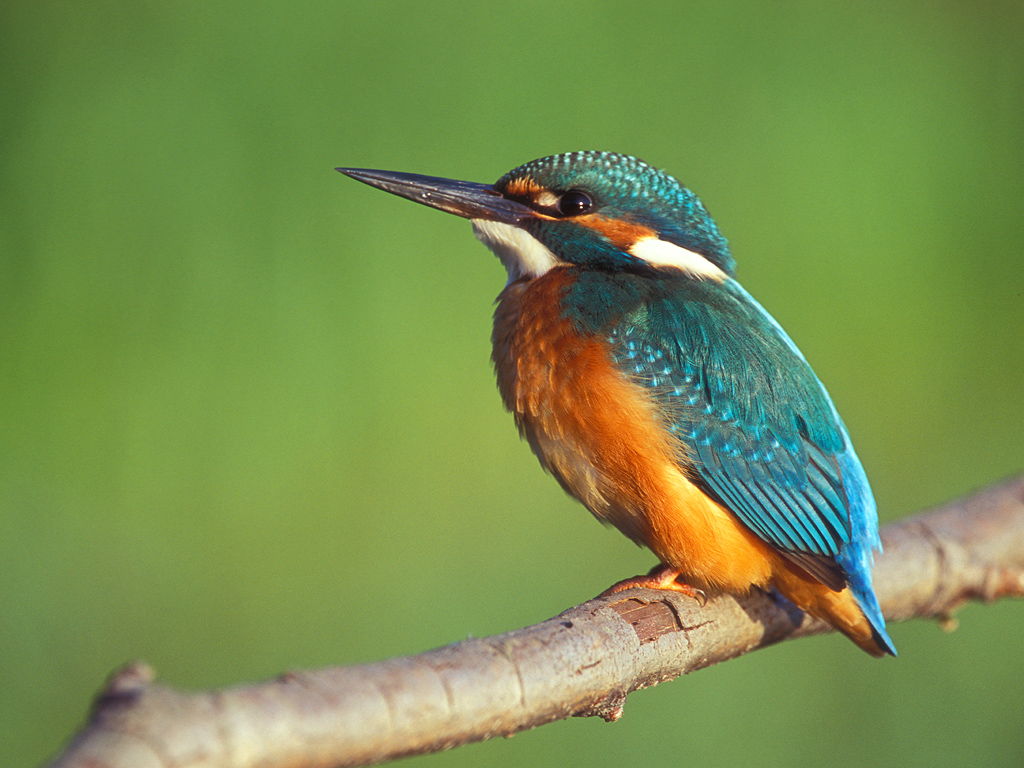
Eisvogel

Erhaltung der naturnahen Gewässer, von Steilwänden und Abbruchkanten aus grabbarem Substrat in Gewässernähe, von für die Brutröhrenanlage geeigneten Wurzeltellern umgestürzter Bäume in Gewässernähe, von Strukturen, die als Ansitz für die Jagd genutzt werden können wie starke Ufergehölze mit über das Gewässer hängenden Ästen, Erhaltung einer Wasserqualität, die gute Sichtbedingungen für den Beutefang gewährleistet, einer Gewässerdynamik, die die Neubildung von zur Nestanlage geeigneten Uferabbrüchen ermöglicht, Erhaltung von Sekundärlebensräumen wie aufgelassene Abbaustätten mit Gewässern und Steilufern, des Nahrungsangebots mit Kleinfischarten und Jungfischaufkommen sowie Erhaltung störungsfreier oder zumindest störungsarmer Fortpflanzungsstätten während der Fortpflanzungszeit vom 15. Februar bis zum 15. September.

#### Grauspecht(Picus canus)
Erhaltung von reich strukturierten lichten Laub- und Laubmischwäldern mit Offenflächen zur Nahrungsaufnahme, von Auenwäldern, von extensiv bewirtschafteten Streuobstwiesen, Erhaltung der Magerrasen, mageren Mähwiesen oder Viehweiden, Erhaltung von Randstreifen, Rainen, Böschungen und gesäumten gestuften Waldrändern, von Altbäumen und Altholzinseln, von Totholz, insbesondere von stehendem Totholz, Erhaltung der Bäume mit Großhöhlen sowie des Nahrungsangebots.

#### Kleines Sumpfhuhn(Porzana parva)

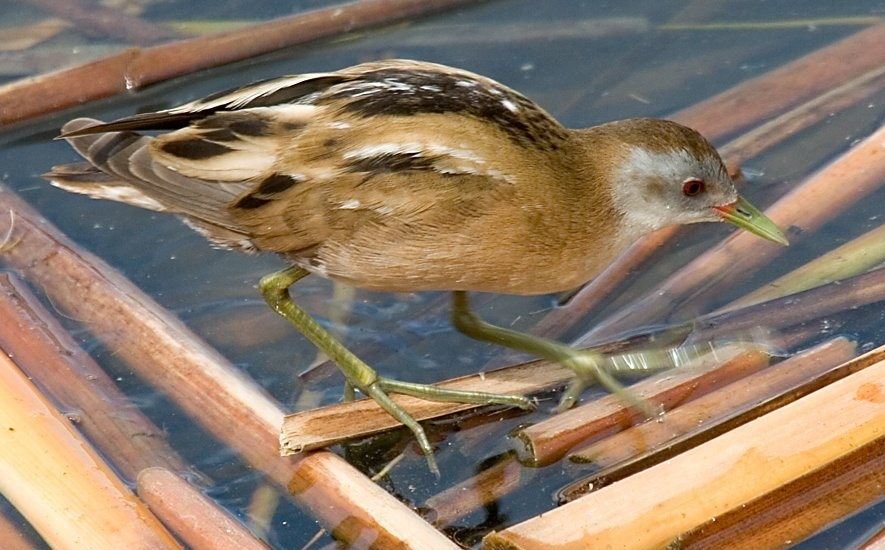
Kleines Sumpfhuhn

Erhaltung der ungenutzten wasserständigen Schilfröhrichte und Großseggenriede mit wasserseitigen Knickschicht-Bereichen, der Lebensräume ohne Gefahrenquellen wie Freileitungen, Erhaltung einer Überstauung der Lebensstätten während der gesamten Fortpflanzungszeit (1. April bis 15. September), Erhaltung von Sekundärlebensräumen wie aufgelassene Abbaustätten mit vorgenannten Lebensstätten sowie Erhaltung störungsfreier oder zumindest störungsarmer Fortpflanzungsstätten während der Fortpflanzungszeit.

#### Mittelspecht(Dendrocopos medius)
Erhaltung von Laub- und Laubmischwäldern, insbesondere mit Eichenanteilen, von Auen- und Erlenwäldern, von extensiv bewirtschafteten Streuobstwiesen, von Altbäumen und Altholzinseln, von stehendem Totholz sowie Bäumen mit Höhlen.

#### Nachtreiher(Nycticorax nycticorax)

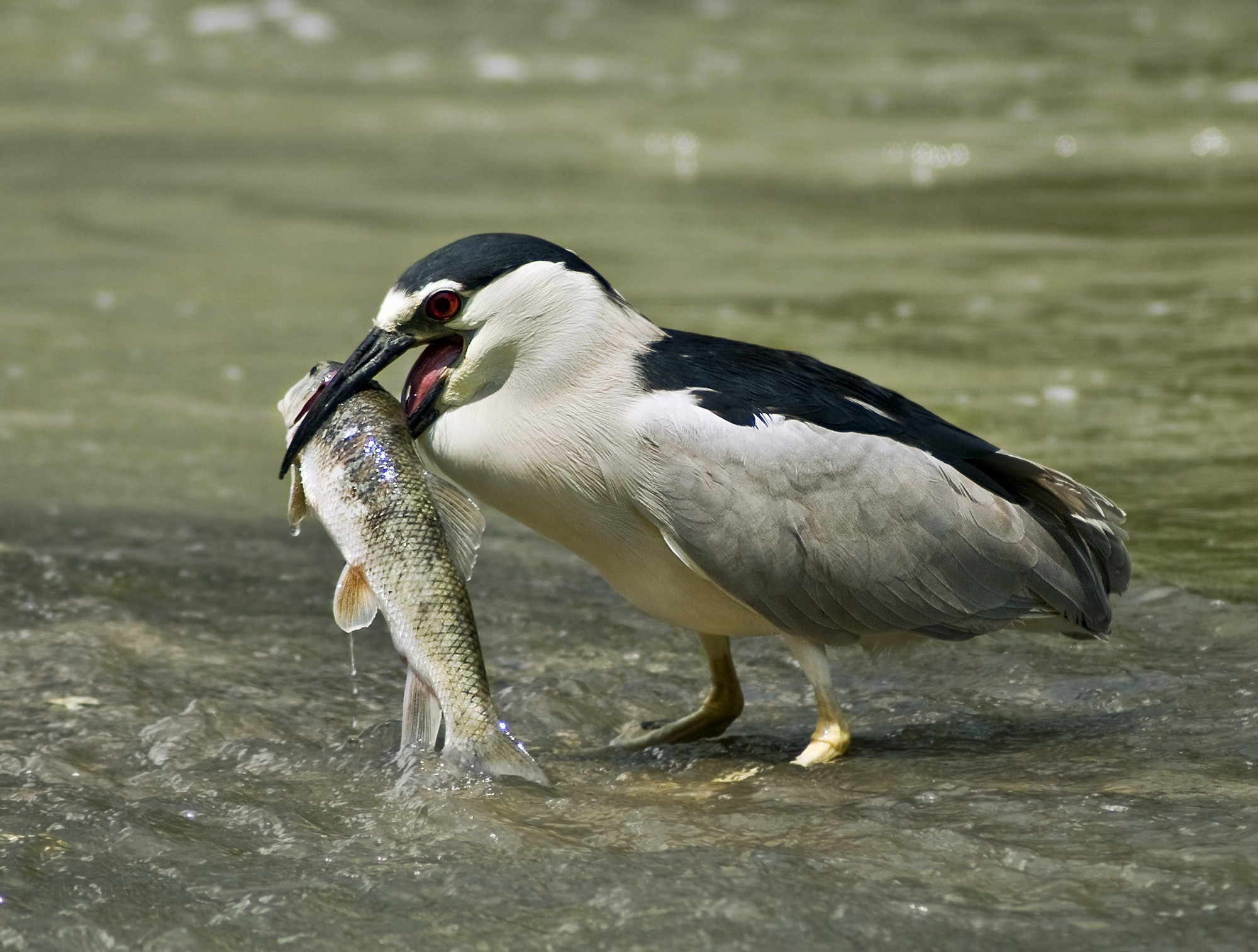
Nachtreiher mit Beute

Erhaltung einer dichten Ufervegetation und zur Nestanlage geeigneter Baumbestände, Erhaltung der bestehenden Graureiherkolonien, Erhaltung von Sekundärlebensräumen wie aufgelassene Abbaustätten mit vorgenannten Lebensstätten, Erhaltung des Nahrungsangebots mit Amphibien, Kleinfischarten und Jungfischaufkommen sowie Kleinsäugern sowie Erhaltung störungsfreier oder zumindest störungsarmer Fortpflanzungsstätten während der Fortpflanzungszeit vom 1. April bis zum 15. September.

#### Neuntöter(Lanius collurio)

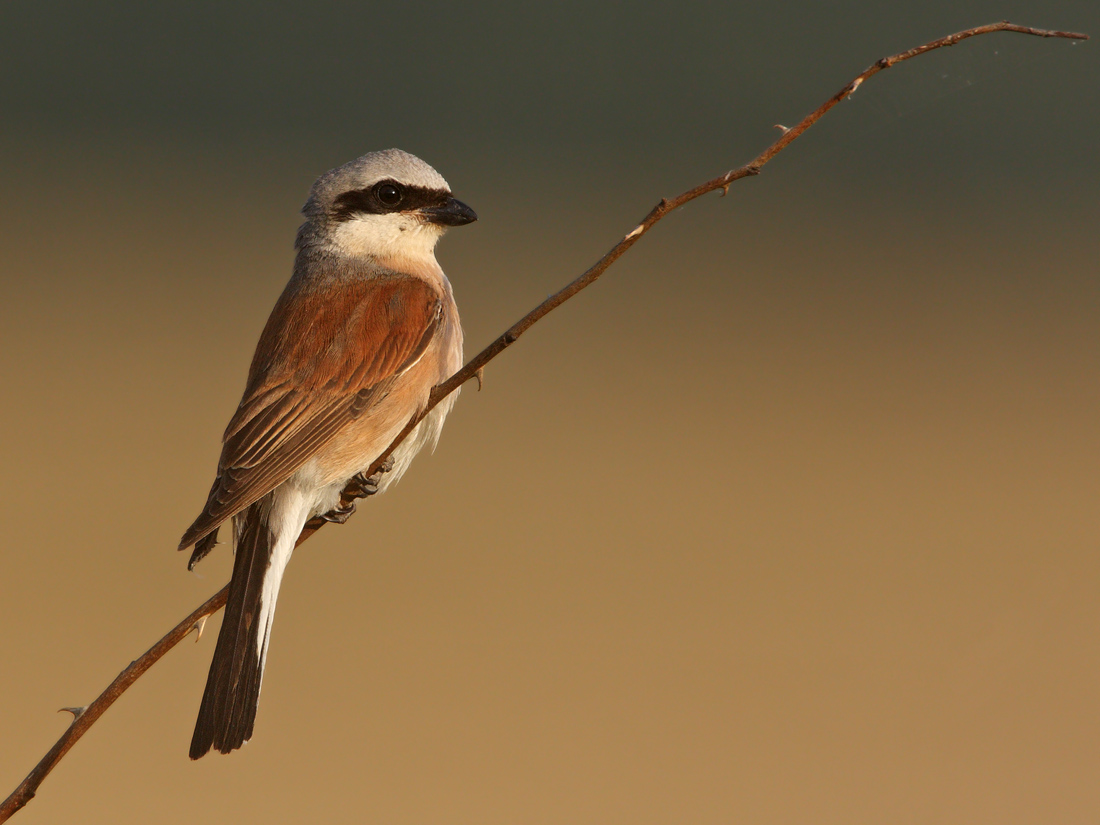
Neuntöter

Erhaltung von extensiv bewirtschafteten Streuobst-, Grünland- und Heidegebieten, von Nieder- und Mittelhecken aus standortheimischen Arten, insbesondere dorn- oder stachelbewehrte Gehölze, Erhaltung der Streuwiesen und offenen Moorränder, Erhaltung von Einzelbäumen und Büschen in der offenen Landschaft, von Feldrainen, Graswegen, Ruderal-, Staudenfluren und Brachen, Acker- und Wiesenrandstreifen, von Sekundärlebensräumen wie aufgelassene Abbaustätten mit vorgenannten Lebensstätten sowie Erhaltung des Nahrungsangebots, insbesondere mit größeren Insekten.

#### Rohrdommel(Botaurus stellaris)

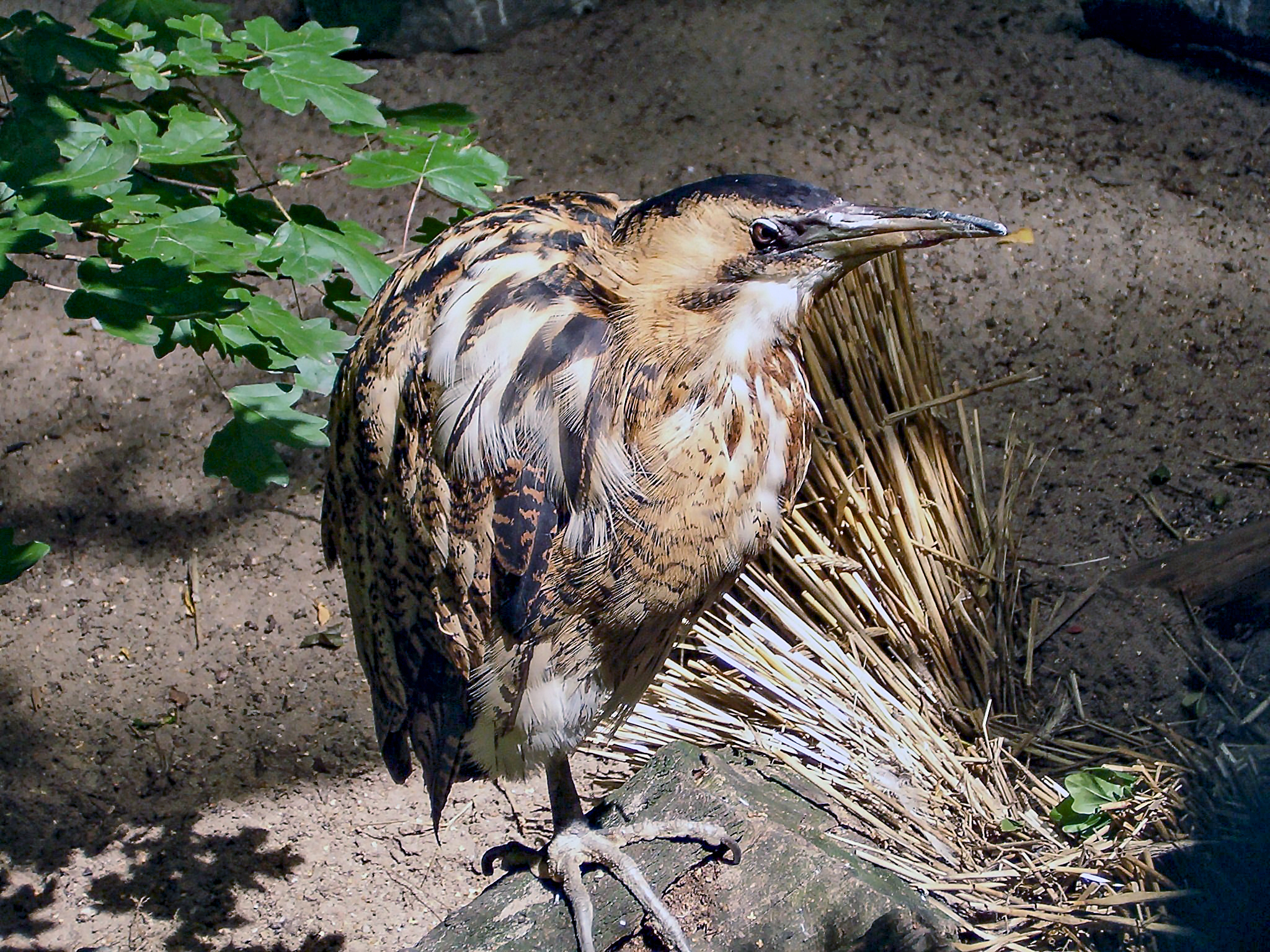
Rohrdommel

Erhaltung der natürlichen und naturnahen Feuchtgebiete wie Flussniederungen und Auenlandschaften, der Flachwasserzonen an stehenden und schwach fließenden Gewässern sowie der Überschwemmungsflächen, der Röhrichte und Schilfbestände mit offenen Gewässerbereichen, der Lebensräume ohne Gefahrenquellen wie nicht vogelsichere Freileitungen und Windkraftanlagen, Erhaltung von langen Röhricht -Wasser-Grenzlinien wie sie durch Buchten, Schilfinseln und offene Wassergräben sowie kleinere freie Wasserflächen innerhalb der Röhrichte zustande kommen, Erhaltung einer Wasserqualität, die gute Sichtbedingungen für den Beutefang gewährleistet, Erhaltung des Nahrungsangebots, insbesondere mit Fischen, Amphibien, Kleinsäugern, Großinsekten, Reptilien und Würmern sowie Erhaltung störungsfreier oder zumindest störungsarmer Rast- und Schlafplätze sowie Überwinterungs- und Nahrungsgebiete.

#### Tüpfelsumpfhuhn(Porzana porzana)

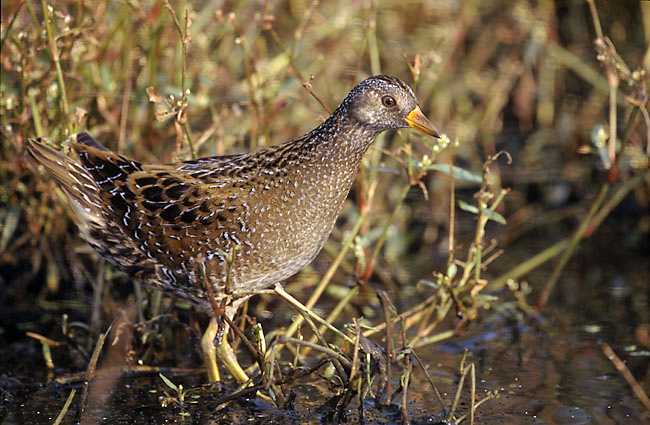
Tüpfelsumpfhuhn

Erhaltung der Verlandungszonen mit niedrig überfluteter abwechslungsreicher krautiger Vegetation wie in Übergangszonen zwischen Röhrichten und Großseggenrieden, im Uferbereich von ausgedehnten Schilfbeständen und in überschwemmten Feuchtwiesen, der Lebensräume ohne Gefahrenquellen wie Freileitungen, Erhaltung einer flachen Überstauung der Lebensstätten während der gesamten Fortpflanzungszeit (15. März bis 15. August), Erhaltung von Sekundärlebensräumen wie staunasse Torfstiche und Entwässerungsgräben mit Schilfstreifen, Seggenbülten und einer lockeren Krautschicht sowie Erhaltung störungsfreier oder zumindest störungsarmer Fortpflanzungsstätten während der Fortpflanzungszeit.

#### Zwergdommel(Ixobrychus minutus)

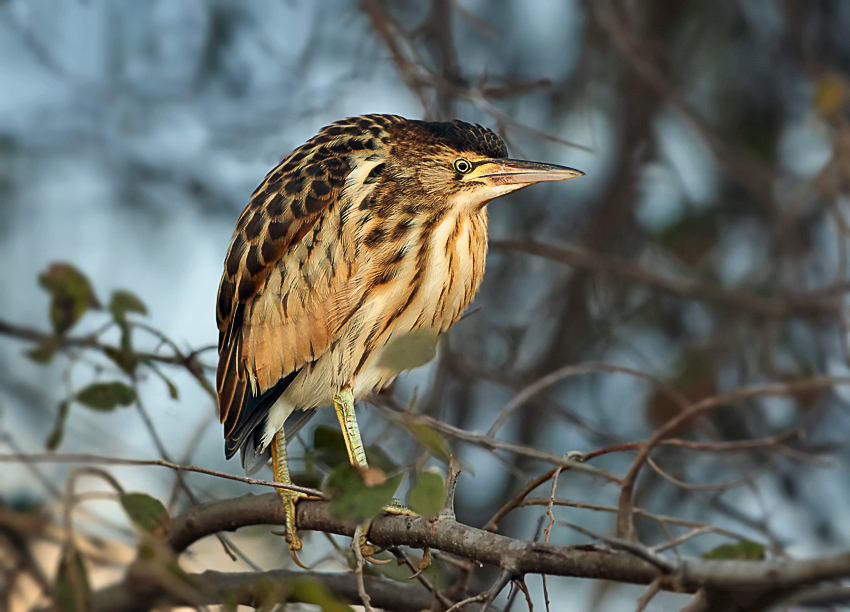
Zwergdommel

Erhaltung der flachen Verlandungszonen an Seen, Weihern und langsam fließenden Gewässern, der reich strukturierten Röhrichte und Großseggenriede sowie Schilfreinbestände, die auch einzelne Gebüsche enthalten können, Erhaltung von langen Röhricht-Wasser-Grenzlinien wie sie durch Buchten, Schilfinseln und offene Wassergräben sowie kleinere freie Wasserflächen innerhalb der Röhrichte zustande kommen, von Sekundärlebensräumen wie aufgelassene Abbaustätten mit vorgenannten Lebensstätten, Erhaltung einer flachen Überstauung des Röhrichts in den Brutgebieten während der gesamten Fortpflanzungszeit (1. Mai bis 15. September), einer Wasserqualität, die gute Sichtbedingungen für den Beutefang gewährleistet, Erhaltung des Nahrungsangebots mit Kleinfischarten und Jungfischaufkommen sowie Wasserinsekten und kleineren Amphibien sowie Erhaltung störungsfreier oder zumindest störungsarmer Fortpflanzungsstätten während der Fortpflanzungszeit.

### Zugvögel
Weitere, nicht in Anhang I aufgelistete Zugvogelarten, die im Land brüten und für die Schutzgebiete ausgewählt wurden. In diese Kategorie fallen in Baden-Württemberg insgesamt 36, im Schutzgebiet „Grienwiesen und Wernauer Baggerseen“ acht Arten.

#### Beutelmeise(Remiz pendulinus)

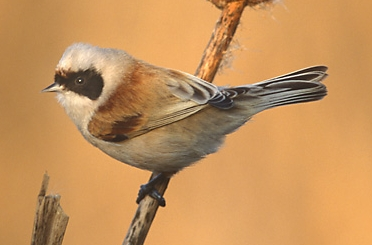
Beutelmeise

Erhaltung von Flussauen, von ausgeprägten Krautschichten und typischen Kletterpflanzen der Auenwälder wie Hopfen und Waldrebe, von Sekundärlebensräumen wie aufgelassene Abbaustätten mit vorgenannten Lebensstätten, Erhaltung der Sümpfe mit ihren Wäldern, der Uferbereiche der Gewässer mit Röhrichten, Gebüschen und Silberweidenbeständen oder anderen Bäumen mit herabhängenden Zweigen sowie Erhaltung störungsfreier oder zumindest störungsarmer Fortpflanzungsstätten während der Fortpflanzungszeit vom 15. März bis zum 31. Juli.

#### Drosselrohrsänger(Acrocephalus arundinaceus)

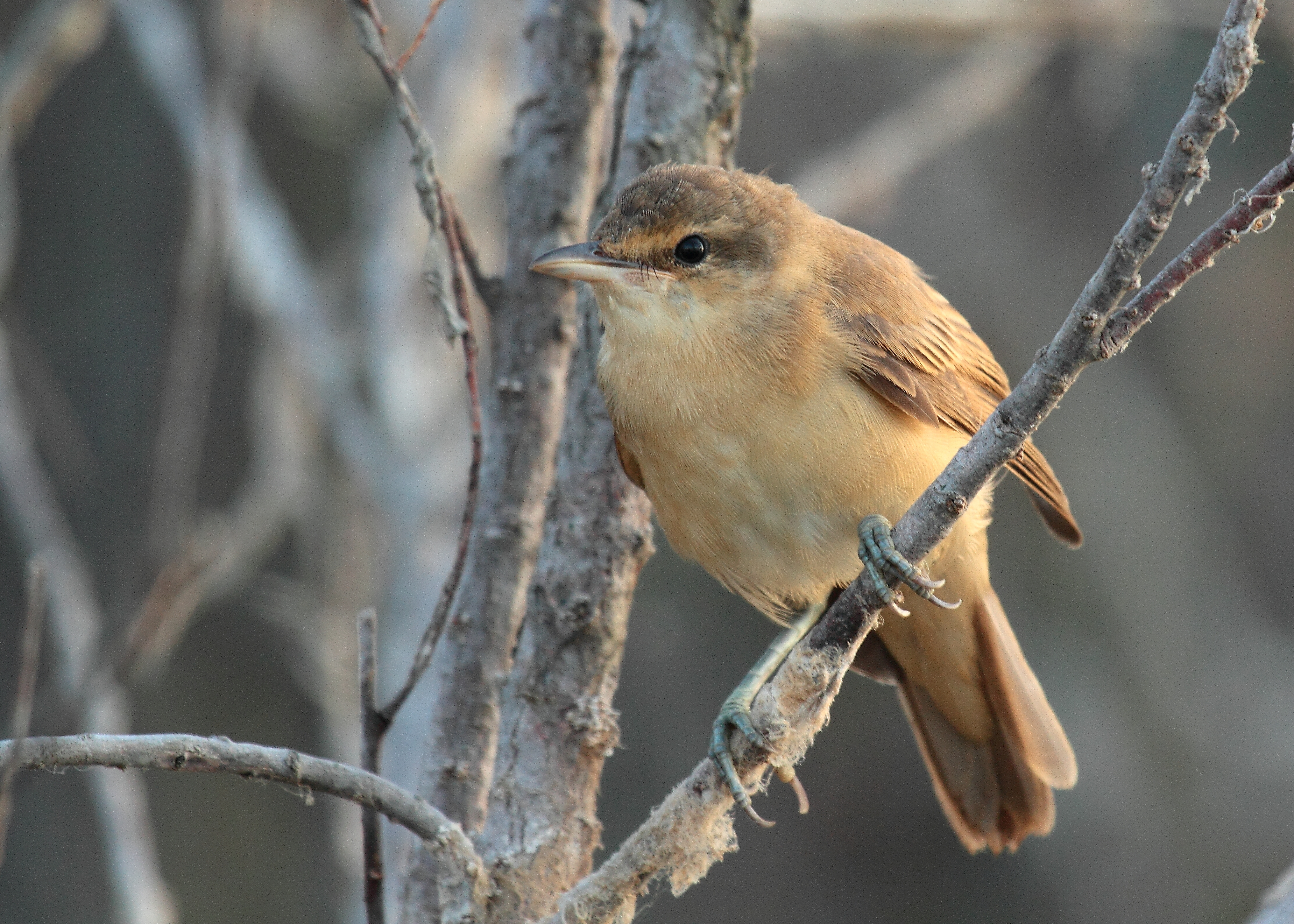
Drosselrohrsänger

Erhaltung der wasserständigen Röhrichte mit angrenzenden offenen Wasserflächen, insbesondere Schilfröhrichte mit unterschiedlicher Altersstruktur und stabilen Halmen, Erhaltung von langen Röhricht-Wasser-Grenzlinien wie sie durch Buchten, Schilfinseln und offene Wassergräben sowie kleinere freie Wasserflächen innerhalb der Röhrichte zustande kommen, von Sekundärlebensräumen wie Regenüberlaufbecken mit vorgenannten Lebensstätten, Erhaltung des Nahrungsangebots, insbesondere mit größeren Insekten sowie Erhaltung störungsfreier oder zumindest störungsarmer Fortpflanzungsstätten während der Fortpflanzungszeit (1. Mai bis 31. August).

#### Kiebitz(Vanellus vanellus)

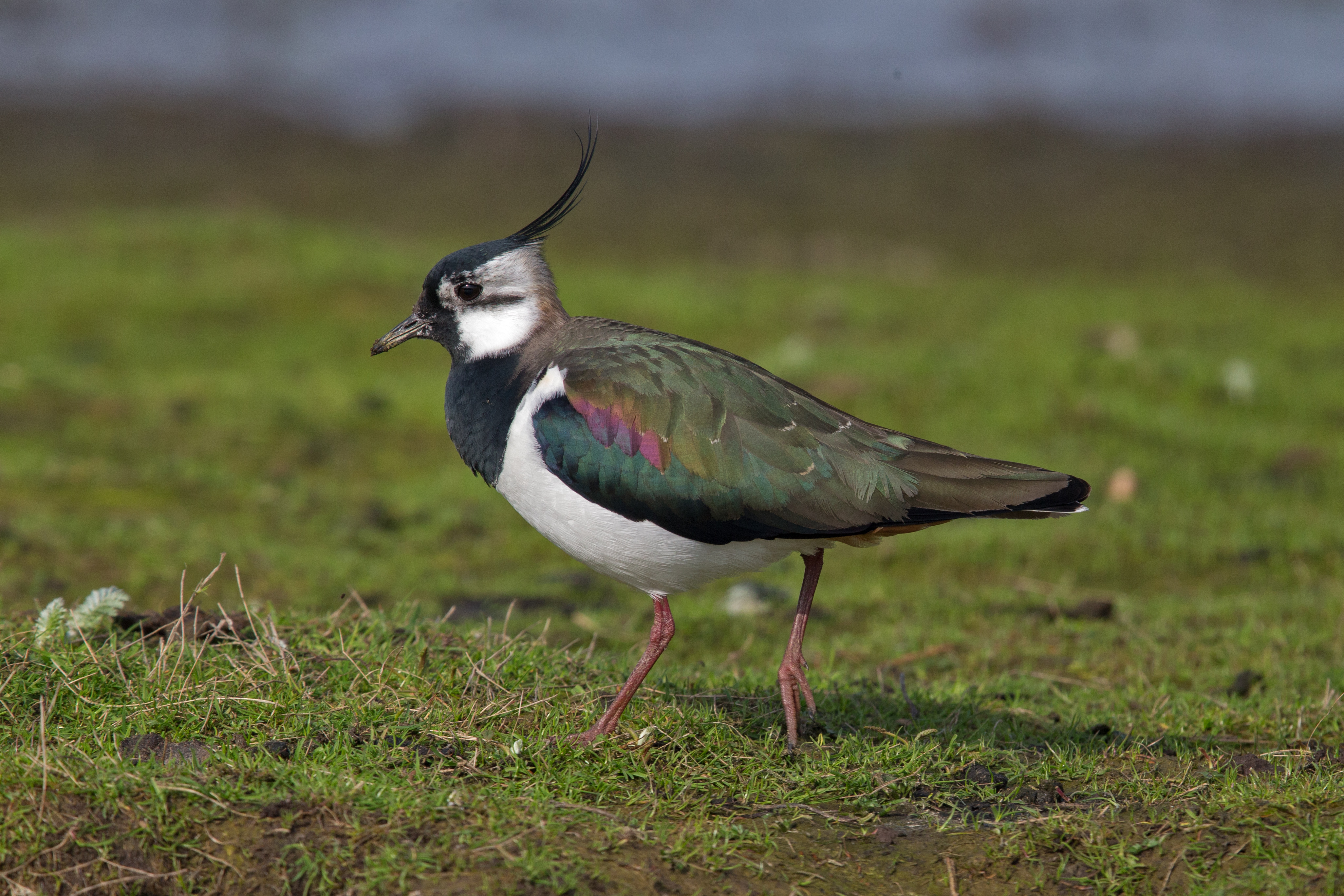
Kiebitz

Erhaltung von weiträumigen offenen Kulturlandschaften, Viehweiden, mageren Wiesen mit lückiger Vegetationsstruktur, Grünlandbrachen, Ackerland mit später Vegetationsentwicklung und angrenzendem Grünland, von Flutmulden, zeitweise überschwemmten Senken und nassen Ackerbereichen, Erhaltung der extensiv genutzten Feuchtwiesenkomplexe, der naturnahen Flussniederungen, der Gewässer mit Flachufern sowie Erhaltung störungsfreier oder zumindest störungsarmer Fortpflanzungsstätten während der Fortpflanzungszeit vom 1. Februar bis zum 31. August.

#### Knäkente(Anas querquedula)

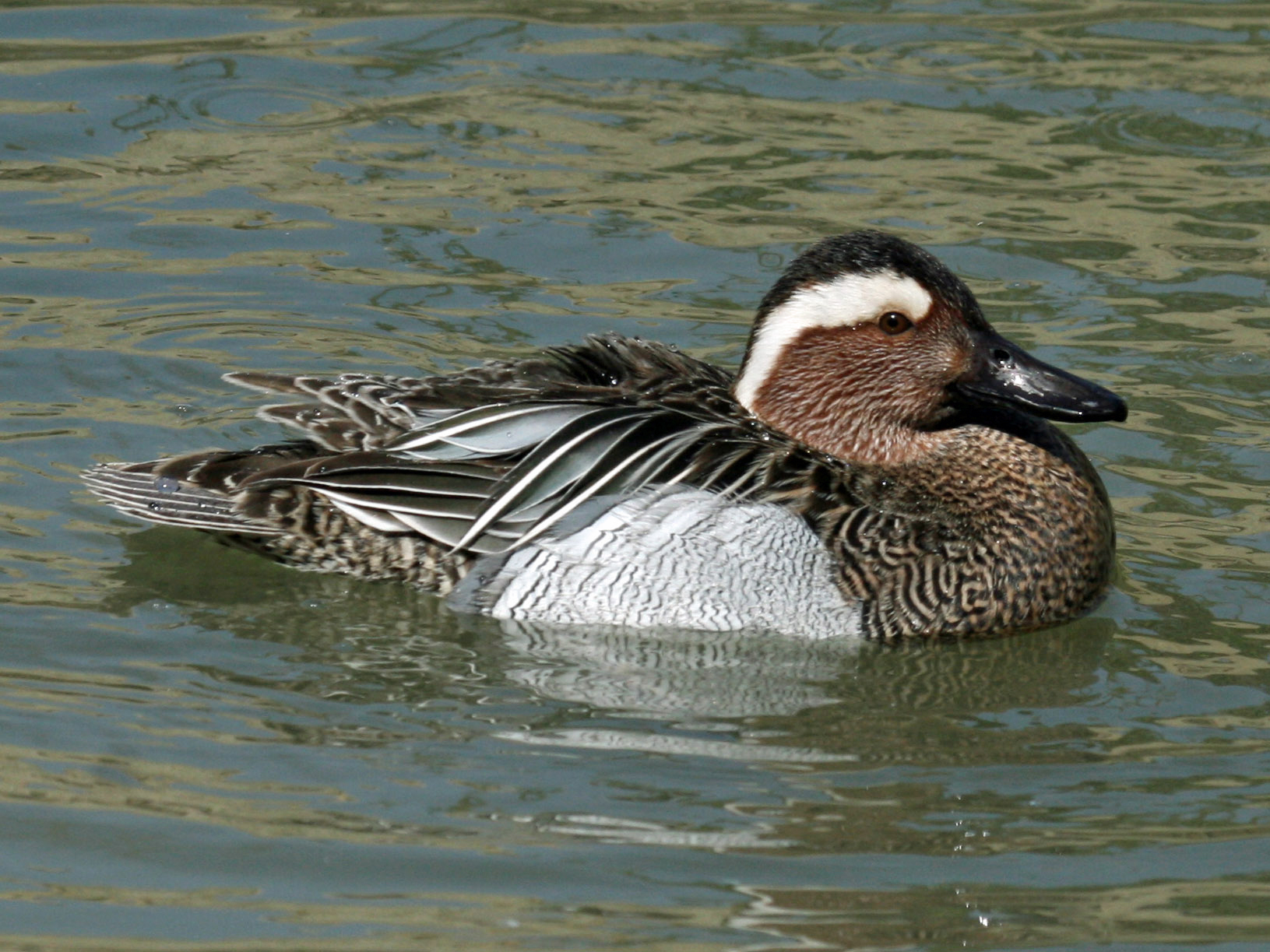
Knäkente

Erhaltung der eutrophen vegetationsreichen Flachwasserseen, Kleingewässer und von Wasser führenden Gräben, der zur Brutzeit überschwemmten Wiesenbereiche und Sümpfe, der Verlandungsbereiche mit Röhrichten, Seggenrieden und Flachwasserzonen, Erhaltung störungsfreier oder zumindest störungsarmer Fortpflanzungs- bzw. Mauserstätten während der Brut- und Aufzuchtszeit (15. April bis 15. September) und Mauser (15. Juni bis 15. September), Erhaltung des im Mündungsbereich langsam fließenden Baches mit Flachwasserzonen sowie Erhaltung von Sekundärlebensräumen wie Regenüberlaufbecken mit vorgenannten Lebensstätten.

#### Krickente(Anas crecca)

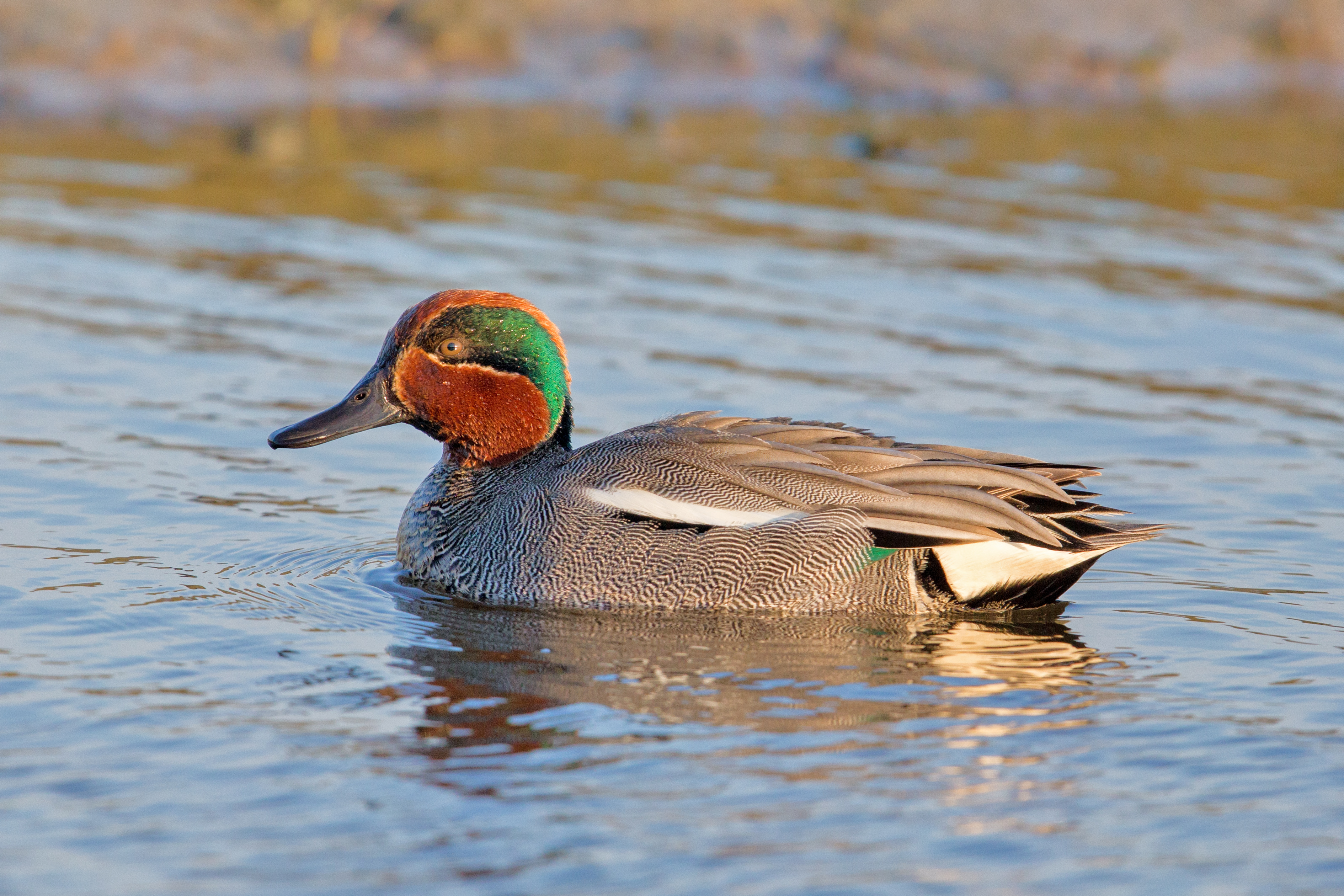
Krickente

Erhaltung der eutrophen vegetationsreichen Flachwasserseen, Kleingewässer und von Wasser führenden Feuchtwiesengräben, der langsam fließenden Gewässer mit Flachwasserzonen, der vegetationsreichen Moorseen, der Verlandungsbereiche mit Röhrichten, Seggenrieden, wasserständigen Gehölzen, Schlickflächen und Flachwasserzonen, Erhaltung von Sekundärlebensräumen wie aufgelassene Abbaustätten mit vorgenannten Lebensstätten sowie Erhaltung störungsfreier oder zumindest störungsarmer Fortpflanzungs- bzw. Mauserstätten während der Brut- und Aufzuchtszeit (15. März bis 31. August) sowie der Mauser (1. Juli bis 30. September).

#### Wasserralle(Rallus aquaticus)

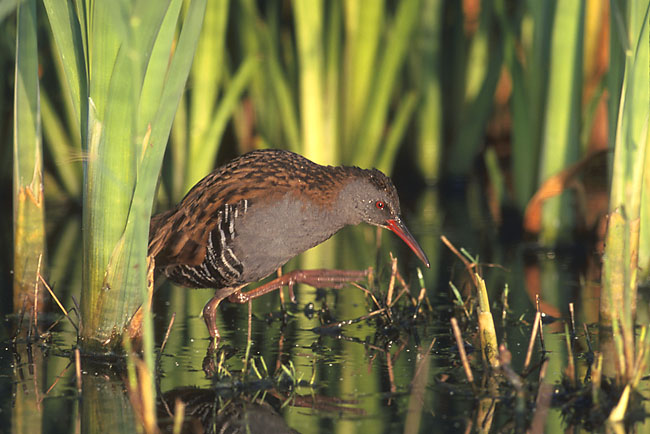
Wasserralle

Erhaltung der stehenden Gewässer mit Flachwasserzonen, der Fließgewässerabschnitte und Wassergräben mit deckungsreicher Ufervegetation, der Riede und Moore mit zumindest kleinen offenen Wasserflächen, der deckungsreichen Verlandungsbereiche mit flach überfluteten Röhrichten, Großseggenrieden und Ufergebüschen, der Lebensräume ohne Gefahrenquellen wie Freileitungen, Erhaltung von Sekundärlebensräumen wie aufgelassene Abbaustätten mit vorgenannten Lebensstätten sowie Erhaltung störungsfreier oder zumindest störungsarmer Fortpflanzungsstätten während der Fortpflanzungszeit (15. März bis 15. September).

#### Wendehals(Jynx torquilla)

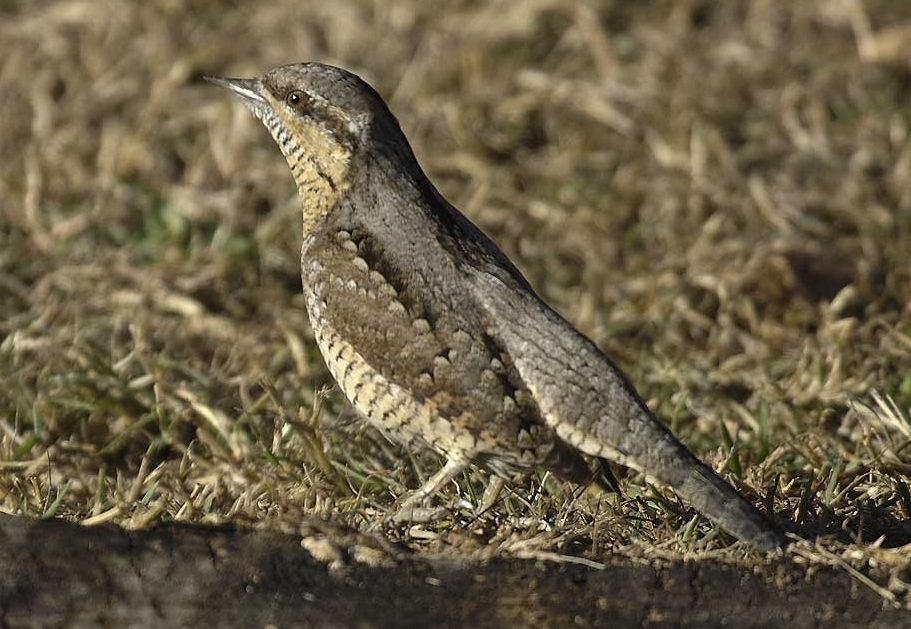
Wendehals

Erhaltung von aufgelockerten Laub-, Misch- und Kiefernwäldern auf trockenen Standorten sowie Auenwäldern mit Lichtungen oder am Rande von Offenland, Erhaltung von extensiv bewirtschafteten Streuobstbeständen, Magerrasen, Heiden und Steinriegel-Hecken-Gebieten, von mageren Mähwiesen oder Viehweiden sowie Feldgehölzen, Erhaltung von zeitlich differenzierten Nutzungen im Grünland, von Altbäumen und Altholzinseln, von Bäumen mit Höhlen, Erhaltung von Randstreifen, Rainen, Böschungen und gesäumten gestuften Waldrändern sowie Erhaltung des Nahrungsangebots, insbesondere mit Wiesenameisen.

#### Zwergtaucher(Tachybaptus ruficollis)

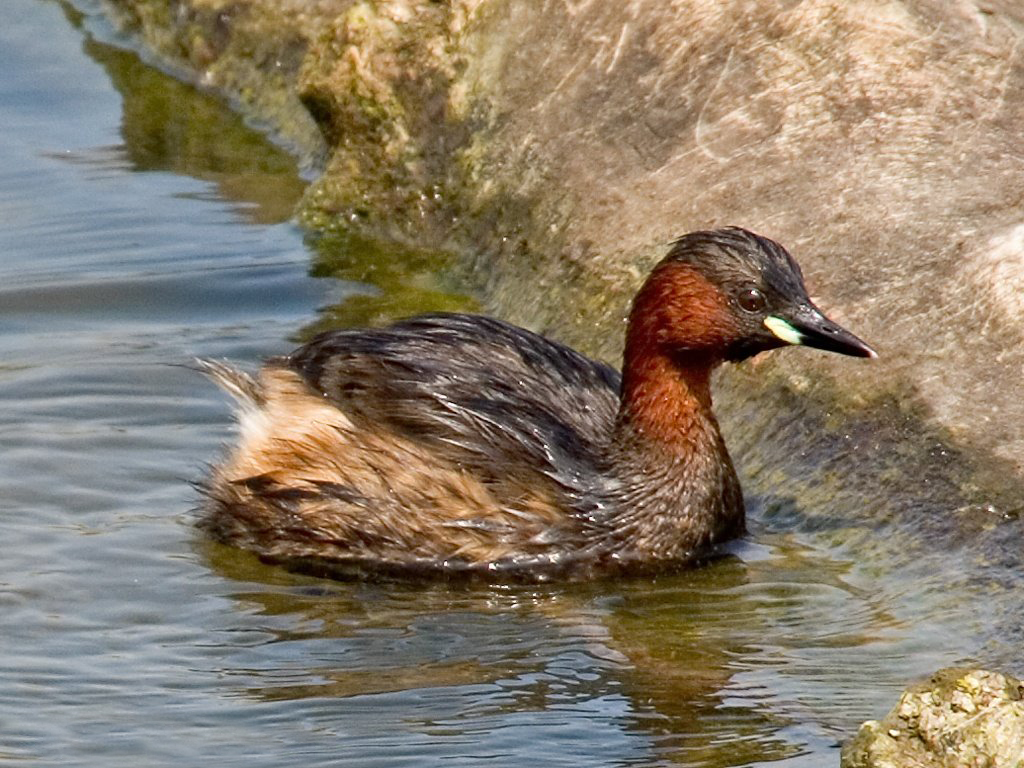
Zwergtaucher

Erhaltung der zumindest stellenweise deckungsreichen Stillgewässer, Feuchtwiesengräben, langsam fließenden Bäche und Wiesengräben, Verlandungszonen mit Röhrichten wie Schilf-, Rohrkolben-, Wasserschwaden- oder Rohrglanzgrasbestände, Erhaltung einer Wasserqualität, die gute Sichtbedingungen für den Beutefang gewährleistet, Erhaltung von Sekundärlebensräumen wie aufgelassene Torfstiche mit vorgenannten Lebensstätten sowie Erhaltung störungsfreier oder zumindest störungsarmer Fortpflanzungsstätten während der Fortpflanzungszeit (15. Februar bis 15. September).